# 台湾明萼草
台湾明萼草（学名：Rungia taiwanensis）是爵床科孩儿草属的植物，为台灣的特有植物。分布于台灣海拔1,500米的地区，目前尚未由人工引种栽培。